# Hucisko (powiat bełchatowski)
Hucisko – wieś w Polsce położona w województwie łódzkim, w powiecie bełchatowskim, w gminie Drużbice.
W XVIII w. wieś stanowiła własność stolnika Tymowskiego.
W latach 1975–1998 miejscowość administracyjnie należała do województwa piotrkowskiego.
W Hucisku urodził się Andrzej Mielęcki.